# 氯甲酸
氯甲酸（也称一氯甲酸）是一种有机氯化合物，化学式ClCOOH，本身太不稳定，但许多其与醇形成的酯是稳定的，这些稳定的氯甲酸酯有氯甲酸甲酯、氯甲酸乙酯、氯甲酸苄酯、氯甲酸-9-芴甲酯等，是有机化学中的重要试剂。